# (464305) 2016 AY100
(464305) 2016 AY100 es un asteroide perteneciente al cinturón de asteroides, descubierto el 3 de diciembre de 2010 por el equipo Spacewatch desde el Observatorio Nacional de Kitt Peak (Arizona, Estados Unidos).